# خونگاتن
خونگاتن (به لهستانی:  Honiatyn) یک روستا در لهستان است که در گمینا دووخوبچوو واقع شده‌است. خونگاتن ۷۰ نفر جمعیت دارد.